# Zorzines atrivirens
Zorzines atrivirens là một loài bướm đêm trong họ Noctuidae.